# Amphilogia gyrosa
Amphilogia gyrosa är en svampart som först beskrevs av Berk. & Broome, och fick sitt nu gällande namn av Gryzenh., H.F. Glen & M.J. Wingf. 2005. Amphilogia gyrosa ingår i släktet Amphilogia och familjen Cryphonectriaceae.   Inga underarter finns listade i Catalogue of Life.